# 阿尔戈纳 (华盛顿州)
阿尔戈纳（英文：Algona），是美国华盛顿州金县下属的一座城市。根据 2000年美国人口普查，该市有人口2,460人。根据2010年美国人口普查，该市有人口3,014人。而2011年估计该市有3,074人。